# Петербургский аккорд
Петербу́ргский акко́рд — международный музыкальный фестиваль авторской песни, проводившийся в Санкт-Петербурге с 1996 по 2012 годы.

## История
С конца 1990-х годов клуб «Восток» принимает участие в подготовке и проведении Международных фестивалей «Петербургский аккорд».
Представители 142 городов из шестнадцати стран стали участниками и гостями фестиваля.

### Лауреаты
- 1996 год[1] — Крамаренко, Андрей Георгиевич; Баль, Александр Васильевич, в номинации «авторы».
- 1998 год — Старцев, Пётр Николаевич[2]; Чебоксарова, Лидия Олеговна.
- 2000 год — Вотинцева, Вера Владимировна.
- 2002 год — Труханов, Сергей Кириллович[3].
- 2004 год — Певзнер, Вадим[4]; Данской, Григорий Геннадьевич, Александр Щербина.
- 2006 год — Чикина, Ольга Сергеевна, Гран-при.
- 2008 год — Кира Малыгина[5]
- 2010 год — Корф, Андрей Олегович, Ланкин, Роман Николаевич, номинация «Исполнители», Гран-при Фестиваля и приз зрительских симпатий.
- 2012 год — Гран-при Фестиваля получил дуэт «От А до Я» в составе: Михаил Альтшуллер и Иван Ялынский[6][7]

### Дипломанты
- 2002 год — Редкая птица (группа)[3]

### Члены жюри
- Медведенко, Александр Аркадьевич
- Сергей Труханов — член жюри фестиваля (2002)[8][9].
- Фролова, Елена Борисовна, многолетиний член жюри.